# Международная классификация онкологических заболеваний
Международная классификация онкологических заболеваний (МКБ-О) — специальное тематическое расширение Международной классификации болезней.

## История
Первое издание МКБ-О, разработанное Всемирной организацией здравоохранения, состоялось в 1976 году, одновременно с изданием Систематизированной Номенклатуры Медицины (SNOMED), выпущенной Коллегией американских патологов. В 1990 году ВОЗ выпустила второе издание МКБ-О (англ. ICD-О-2). Раздел топографии в этом издании соответствовал структуре раздела «Новообразования» МКБ-10, а раздел по морфологии был заимствован из SNOMED. В настоящее время издан третий пересмотр МКБ-О (англ. ICD-O-3), раздел топографии в котором не менялся.

## Структура
МКБ-О имеет двухосевую структуру с системой кодирования по топографии и морфологии опухолей. Морфологический код содержит пять знаков, первые четыре из которых описывают гистологический тип опухоли, а пятый — её биологические свойства (/0 — доброкачественная опухоль; /1 — неясно, доброкачественная или злокачественная опухоль; /2 неинвазивный рак; /3 — злокачественное новообразование, первичный очаг; /6 — злокачественное новообразование, метастаз; /9 — злокачественное новообразование, неясно, первичный очаг или метастаз).